# Gesù Giusto
Gesù, detto Giusto, è un personaggio citato da Paolo di Tarso nella sua lettera ai Colossesi.
Nel passo 4:10-11, l'unico dove questa figura è nominata, il testo recita:
Di questo personaggio si sa poco; il passo in cui Paolo lo dice "venuto dalla circoncisione" indica che era ebreo di nascita, e dal contesto si può anche dedurre che facesse parte degli amici più stretti di Paolo durante la sua prima prigionia a Roma. Sia il nome Gesù che il nome Giusto erano diffusi fra gli ebrei ai tempi. 
Alcune leggende più tarde lo fanno vescovo di Eleuteropoli.